# Soul to soul
|  | Denne artikel er oprettet af botten PalnaBot ud fra en ekstern database. Den kan derfor have sproglige fejl eller mangler. Denne skabelon kan fjernes efter kontrol af indholdet. |

Soul to soul er en film instrueret af Kwabena Sarfo-Maanu.

## Handling
En dokumentarfilm om livsmåder i Afrika, optaget i Ghana, som undersøger hvorfor afrikanere emigrerer. Samt Return to the Roots / Soul to Soul Festival of African Music Arts 85 - en musikdokumentarfilm, der fortæller, hvorledes afrikansk musik kunne bistå med at løse de afrikanske problemer gennem fremme af afrikansk kunst, bl.a. via interviews.